# Mouguerre
Mouguerre település Franciaországban, Pyrénées-Atlantiques megyében. Lakosainak száma 5353 fő (2022. január 1.). Mouguerre Bayonne, Briscous, Hasparren, Jatxou, Lahonce, Saint-Pierre-d’Irube, Urcuit és Villefranque községekkel határos.

## Népesség
A település népességének változása:
| Lakosok száma | 4825 | 5017 | 5162 | 5108 | 5201 | 5294 | 5299 | 5291 | 5353 |
|               | 2013 | 2015 | 2016 | 2017 | 2018 | 2019 | 2020 | 2021 | 2022 |